# Plataforma petrolífera

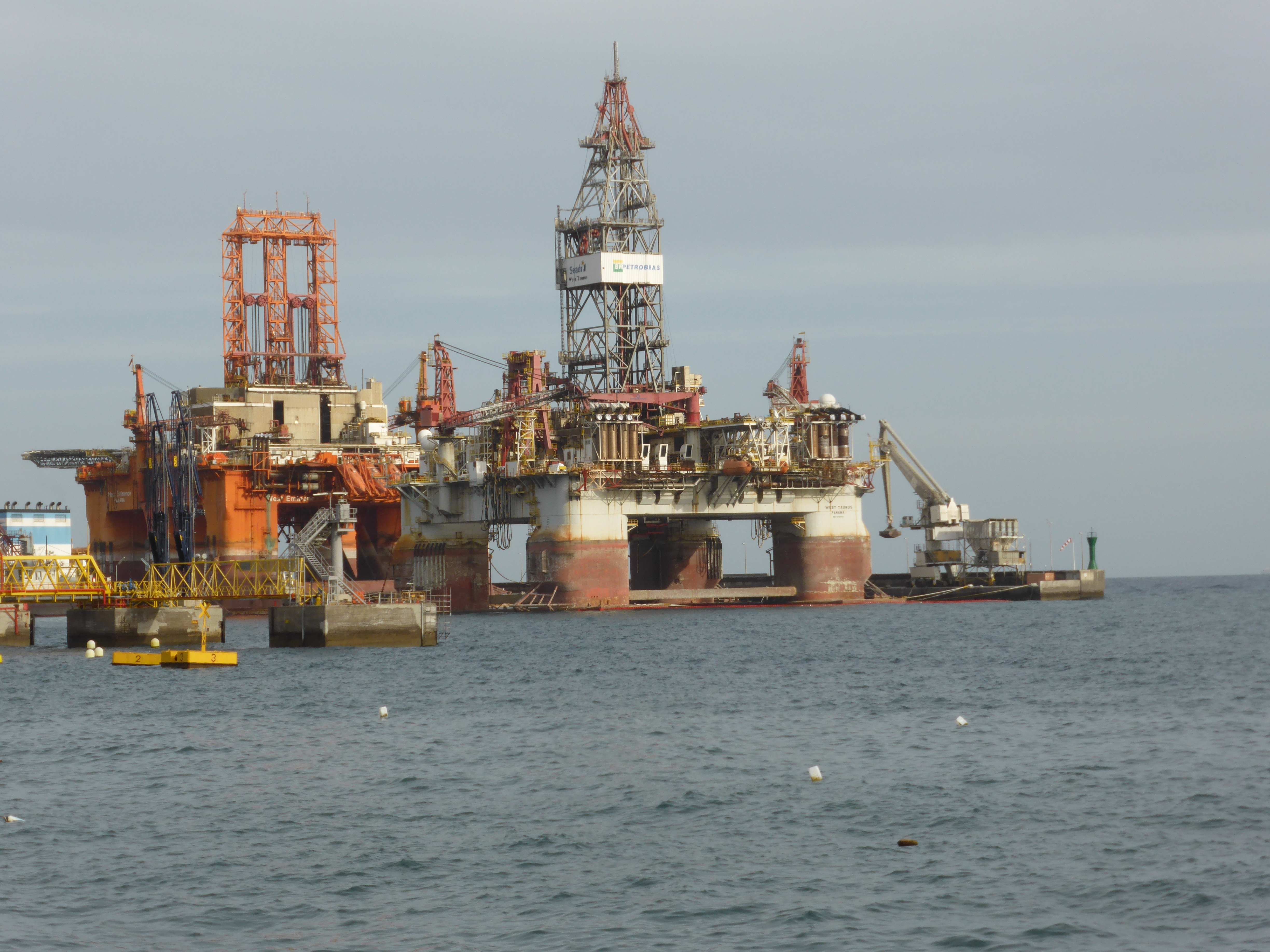
Plataformas perforadoras semisumergibles West Taurus y West Eminence, de la compañía Seadrill, en el puerto de Santa Cruz de Tenerife.

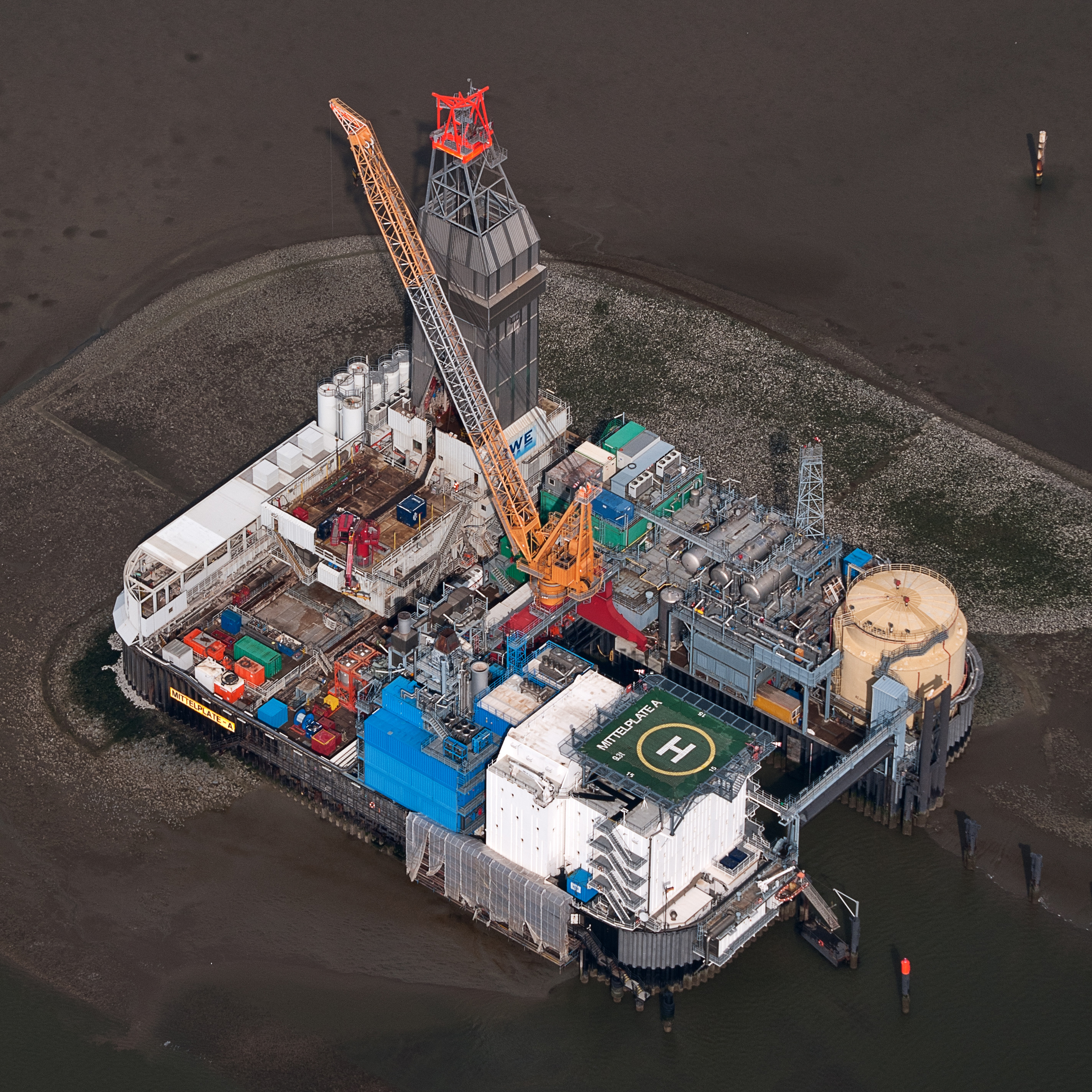
Plataforma Mittelplate en Alemania.

Una plataforma petrolífera o plataforma petrolera es una instalación industrial con estructura de grandes dimensiones cuya función es extraer petróleo y gas natural de los yacimientos del lecho marino en las perforaciones en altamar. También sirve como vivienda de los trabajadores que operan en ella y como torre de telecomunicaciones. Dependiendo de las circunstancias, la plataforma puede estar fija al fondo del océano, flotar o ser una isla artificial.
Debido a su actividad principal, las plataformas petroleras son propensas a sufrir accidentes que pueden ocasionar pérdidas de vidas humanas, derrames de petróleo y graves daños ecológicos. También pueden sufrir sabotajes o ser el blanco de terrorismo, por lo que varios países entrenan unidades especialmente para combatir estas acciones.

## Historia

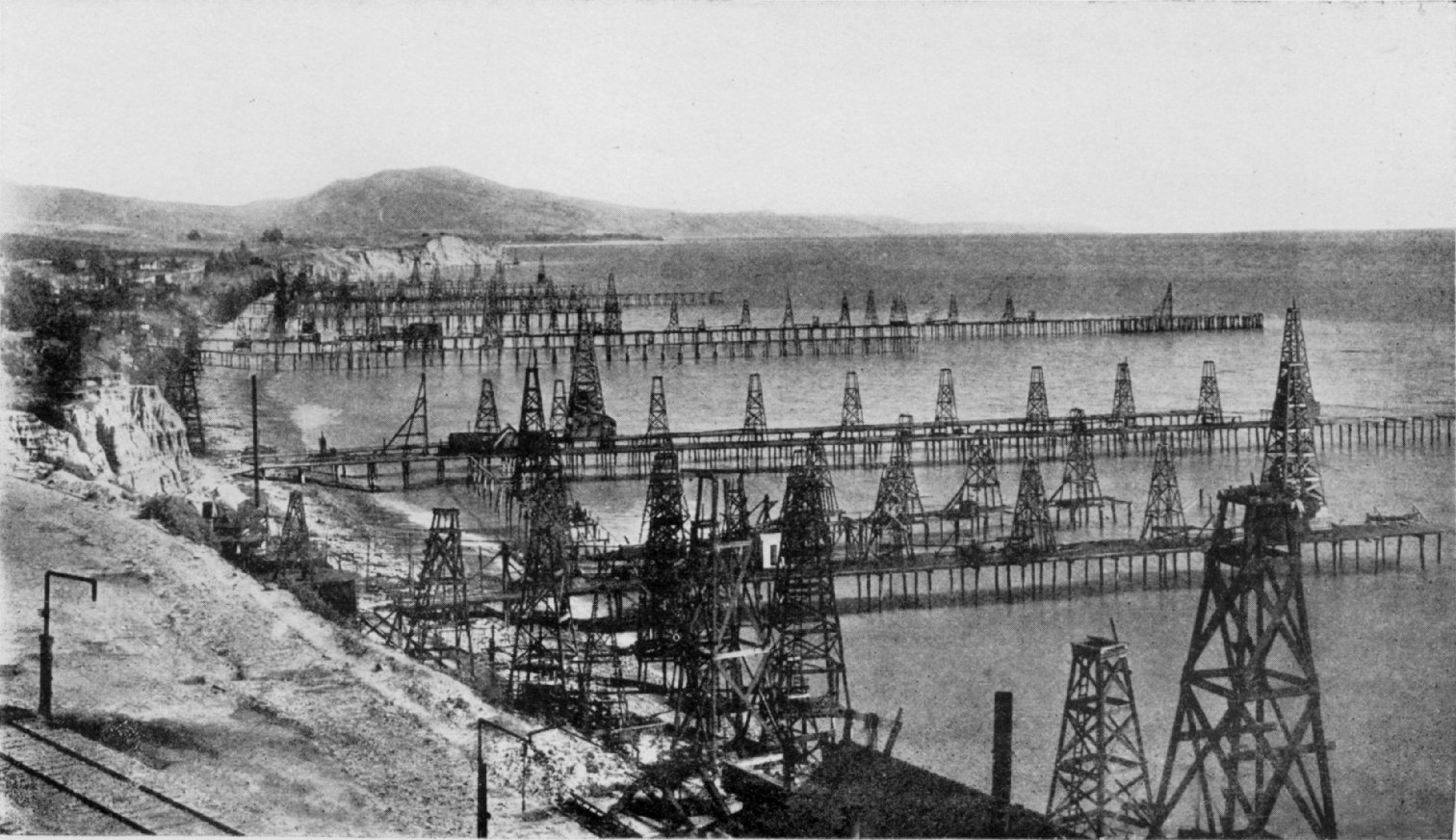
Vista de los campos de petróleo en Summerland, antes de 1906.

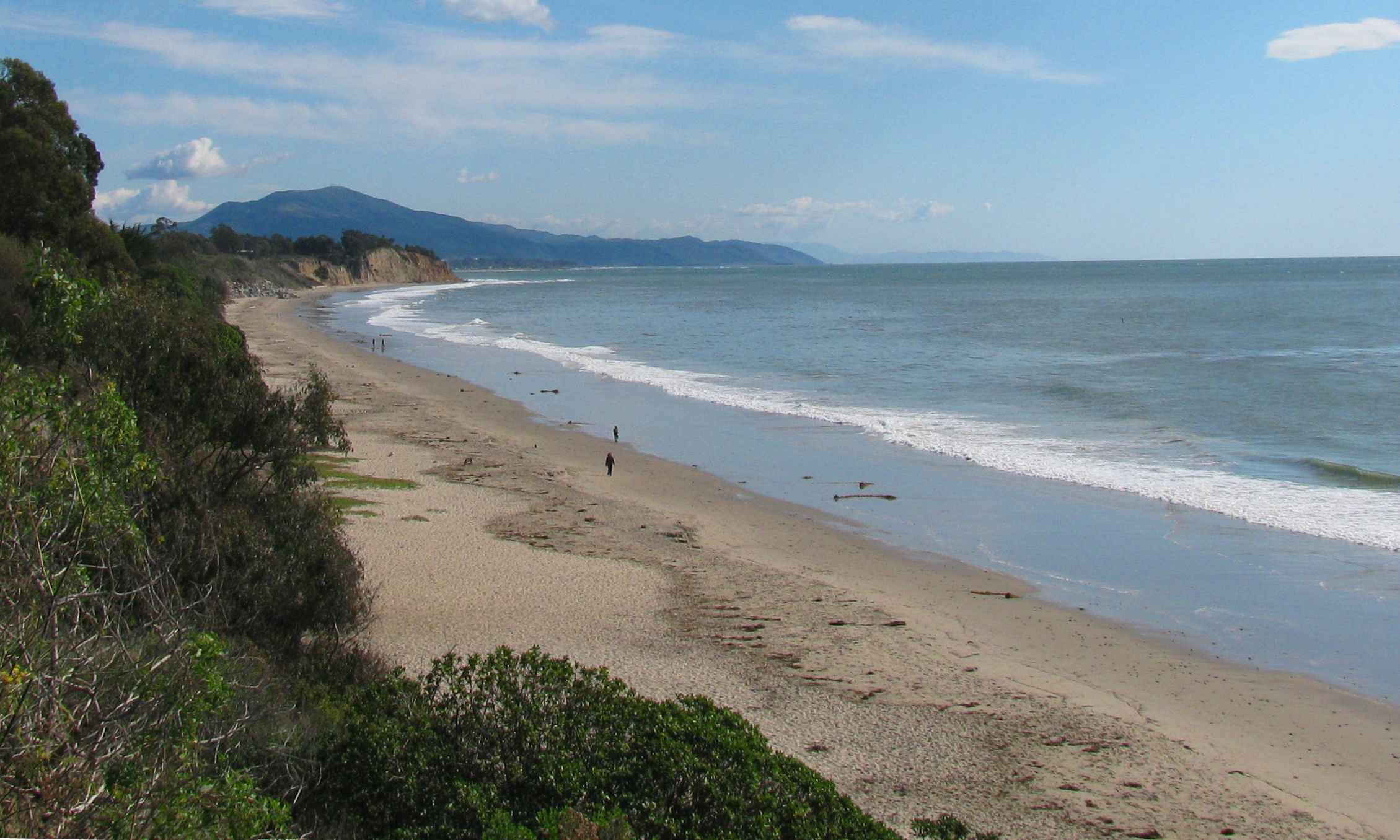
El mismo sitio, en 2009.

Los primeros pozos de petróleo bajo la superficie que se perforaron en Estados Unidos se encontraban en el Gran Lago St. Marys (también conocido como el "depósito del Condado de Mercer") en Ohio. Para tal fin se construyeron plataformas de madera apoyadas sobre pilotes del mismo material. Cinco años más tarde la explotación se trasladó a las aguas saladas del campo Summerland, que se extendía bajo el Canal de Santa Bárbara en California. Estos fueron los primeros pozos que no estaban en la costa sino que la perforación se realizaba desde muelles que se extendían desde la costa hacia el interior del canal, como puede verse en la imagen.
Otras actividades relevantes de perforación sumergida se produjeron entre 1915 y 1916 en Azerbaiyán, realizándose las primeras pruebas para extraer gas natural de los campos de petróleo de Romani, Absheron. Las bombas se encontraban sumergidas.
Poco después se perforaron pozos en las zonas de mareas a lo largo de la costa texana del Golfo de México y Luisiana. El campo petrolero de Goose Creek, cerca de Baytown, Texas, es un ejemplo de ello. Fue descubierto en 1903 y alcanzó su máximo de producción en 1918. Además de poseer la primera plataforma petrolífera fuera de la costa en Texas, representó el segundo grupo de este tipo de plataformas de Estados Unidos, permaneciendo activo en 2006 y habiendo producido más de 150 millones de barriles de petróleo en toda su historia.
El 14 de diciembre de 1922 el pozo «Barroso Nº2» que una subsidiaria de la empresa Shell controlaba en el Estado Zulia (Venezuela), explotó durante la exploración en el Lago de Maracaibo. Las primeras plataformas en las profundidades del lago se asentaban sobre pilotes de madera de entre 10 y 20 m de largo, pero estos eran atacados por moluscos que se alimentan de ella, debilitándolos. El fracaso de los distintos tratamientos para curar la madera junto con el alto costo que implicaba importar los troncos adecuados desde Estados Unidos, llevaron a que en 1927 por primera vez se comenzara a construir sobre pilotes de concreto. A medida que se exploraba a mayor profundidad, se diseñaron nuevos pilotes más resistentes y más largos (unos 80 m), e incluso se llegó a experimentar con la técnica de caisson o cajones neumáticos, pero debió ser dejada de lado por inviabilidad económica.

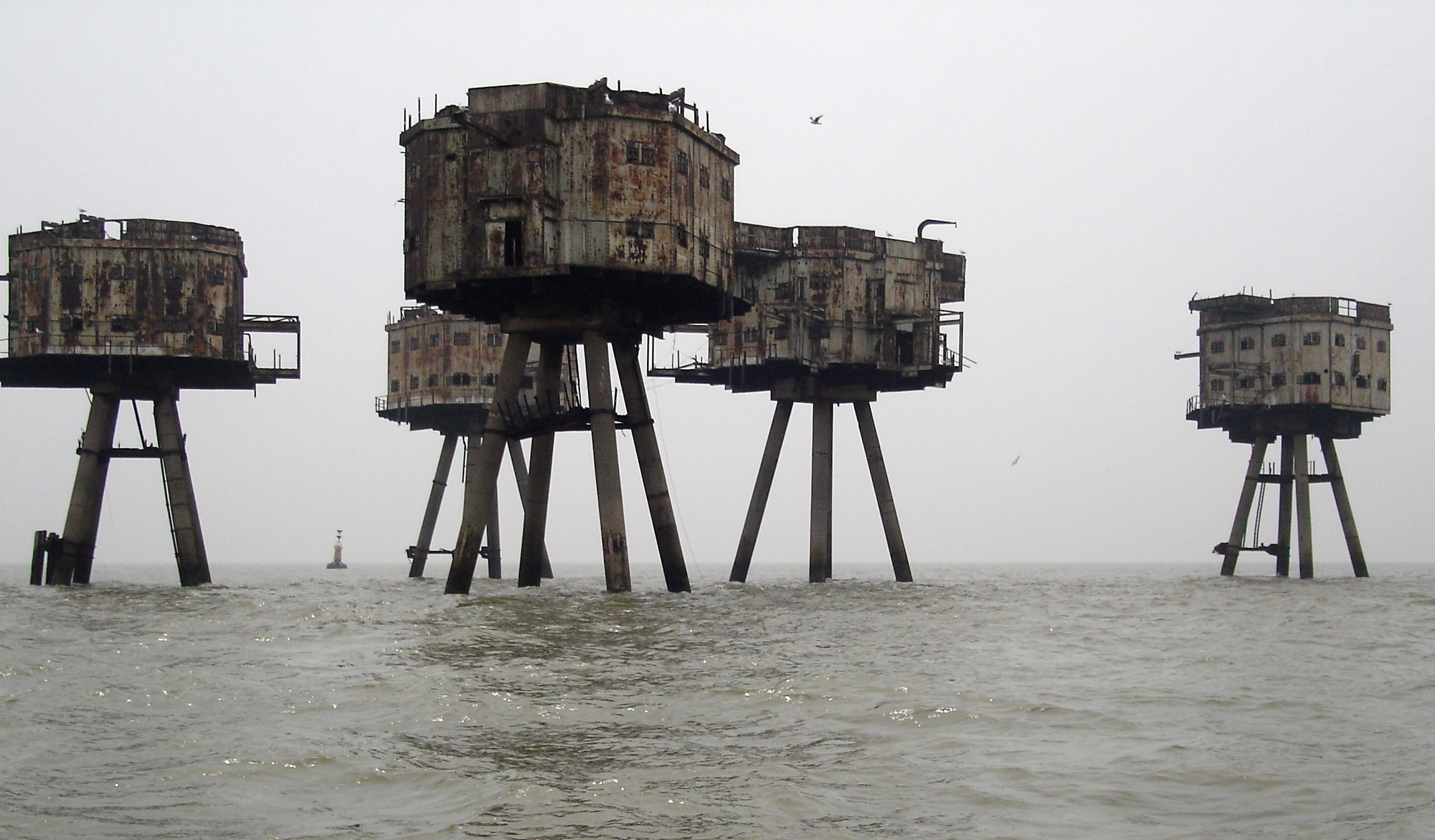
Las fortalezas marinas Maunsell en 2006.

Se considera que las precursoras de las plataformas modernas fueron las fortalezas marinas Maunsell, unas torres fortificadas de pequeño tamaño que fueron construidas en los estuarios de los ríos Támesis y Mersey durante la Segunda Guerra Mundial. Fueron diseñadas por Guy Maunsell y erigidas en 1942 para complementar las defensas del Reino Unido durante la guerra. Eran construidas en tierra con hormigón y emplazadas en su sitio con la ayuda de barcazas. Estaban equipadas con cañones antiaéreos Bofors y radares. Un grupo de torres fue desmantelada en 1959, aunque otros se mantienen en 2011.

## Tipos

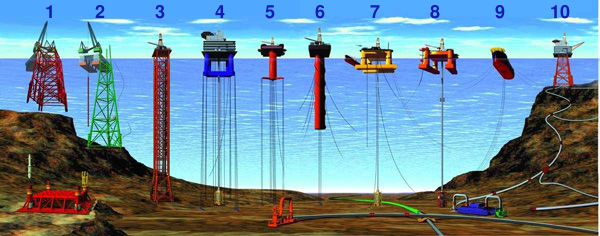
1, 2) Plataformas convencionales fijas; 3) Plataformas de torre autoelevable; 4, 5) Plataformas flotantes tensionadas; 6) Plataformas Spar; 7,8) Plataformas semi-sumergibles; 9) Plataformas en barcos perforadores; 10) Plataformas sustentadas en el zócalo y unidas a instalaciones de extracción en el fondo marino.

Las plataformas pueden clasificarse según su función o el sistema que utilicen como soporte.

### Clasificación según su función
Plataformas de perforación
En ellas se encuentran los equipos para la perforación de los pozos, para la inyección de nitrógeno al yacimiento y los empleados en la separación de gas y aceite. Aquí se recibe la producción en bruto del pozo y se realiza la separación primaria de petróleo y gas. Cuentan con helipuerto y pueden tener hasta dos cubiertas.
Plataformas de producción
Plataformas de enlace
Plataformas de compresión
Plataformas habitacionales

### Clasificación según su sistema de soporte
Plataformas fijas

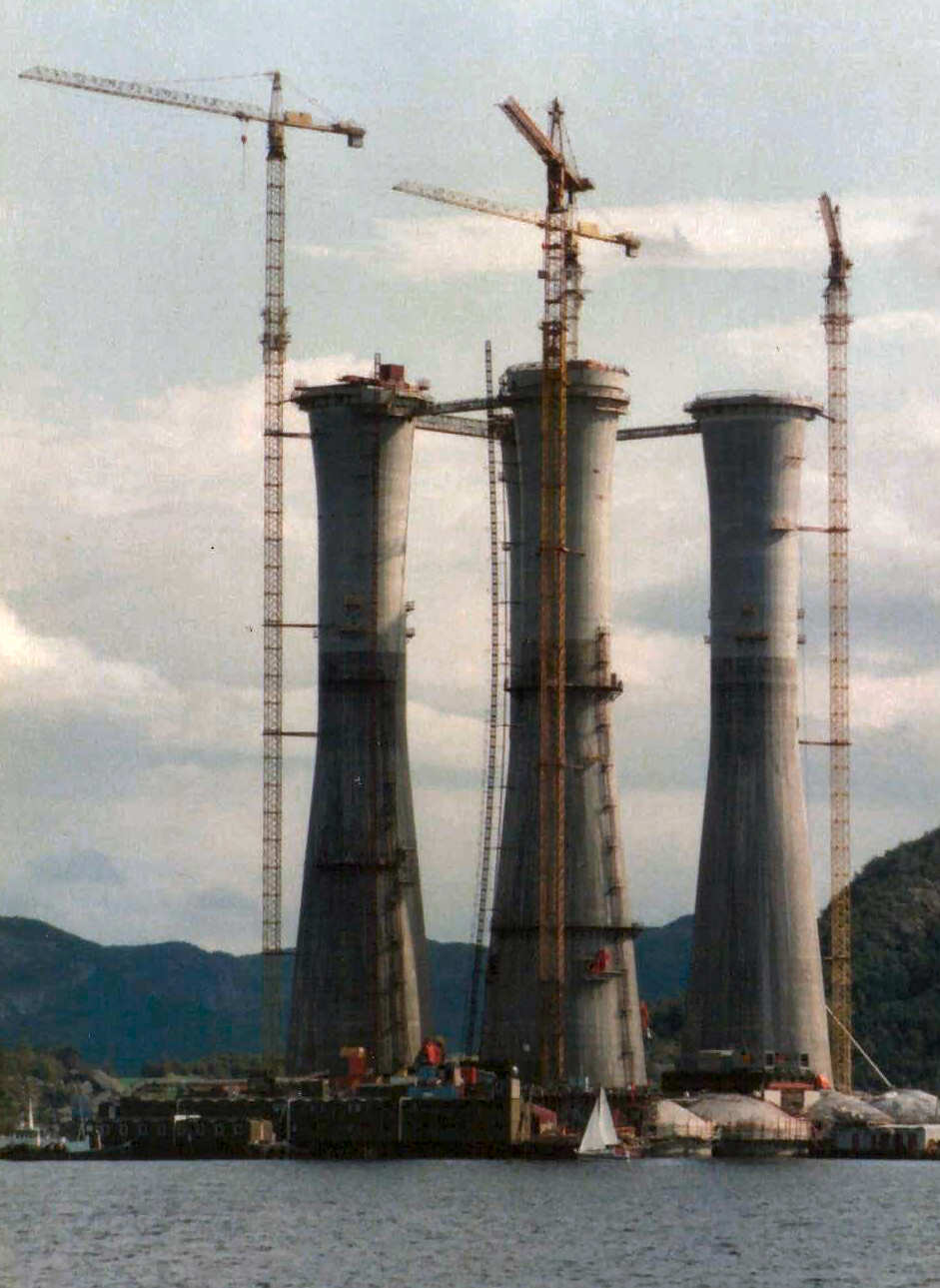
Parte inferior de una plataforma petrolífera en Noruega. Cuando la plataforma esté en su lugar toda la estructura estará sumergida.

Pueden ser convencionales o modulares. Son empleadas para profundizar, reparar o terminar pozos sobre estructuras fijas. Las convencionales operan en pozos más profundos, y están dotadas de un mástil. Las modulares operan en pozos poco profundos y consisten en módulos armados con su propia grúa.
Son construidas sobre piernas de hormigón o acero ancladas al lecho marino, sobre las que se colocan otros tipos de estructuras como camisas de acero -secciones verticales de acero tubular- o cajones de hormigón -que permiten el almacenamiento de combustible bajo la superficie y cuando están vacíos confieren flotabilidad, motivo por el cual son utilizados para construir estas plataformas cerca de la costa y hacerlas flotar hasta la posición en que finalmente la plataforma será anclada-. Tienen una cubierta con espacio para las plataformas de perforación, las instalaciones de producción y los alojamientos de la tripulación. Este diseño permite su utilización a muy largo plazo. Las plataformas fijas son económicamente viables para su instalación en profundidades de hasta unos 1.700 pies (520 m).
Plataformas autoelevables
Pueden dividirse en plataformas con patas independientes o no independientes. Se utilizan para la exploración y el mantenimiento de pozos en aguas someras (menos de 100 m de profundidad). Ambos tipos se encargan de elevar la plataforma de forma tal que quede un colchón de aire entre el pelo de agua y el casco de la plataforma. La diferencia radica en que la plataforma de patas independientes asienta las patas en el lecho del mar, mientras que la otra asienta directamente la plataforma.
Plataformas semisumergibles
Son estructuras que flotan que permanecen fijadas en su emplazamiento mediante anclas, o incluso pueden ser desplazadas. Son empleadas en la perforación a profundidad mayor de 100 m, utilizando conexiones submarinas.

## Instalaciones y equipamiento
Según el tipo de plataforma considerada, su estructura puede variar desde una torre con depósito hasta verdaderos edificios de varios pisos interconectados por tuberías. Debido a que la extracción del petróleo se realiza en conjunto con la del gas natural, las plataformas tienen estructuras que permiten separarlos in situ. Las plataformas fijas se autoabastecen de agua potable mediante desalinización del agua de mar, utilizando el gas natural para generar energía eléctrica y tratando las aguas servidas, mientras que los alimentos perecederos son provistos regularmente por barcos.
Las plataformas auxiliares son utilizadas para el alojamiento, las tareas administrativas y algunas labores técnicas -para rebombeo en alta mar o como centro de telecomunicaciones, por ejemplo-. Estos módulos pueden contar con radares y radios para el control del tráfico marítimo.
Como medida de seguridad las plataformas cuentan con mecheros que queman los gases explosivos que no se pueden aprovechar y barcos-bomba que lanzan agua para que el calor producido por los mecheros no se transmita a las plataformas circundantes. El personal de la plataforma también incluye buzos que se encargan de realizar las reparaciones submarinas que sean necesarias, a la vez que las tuberías son limpiadas internamente en forma regular pasando a presión elementos sólidos.

### Materiales
Para la fabricación de las plataformas se utilizan diferentes materiales avanzados, como la rejilla de fibra de vidrio producida por medio de pultrusión. Debido a que estos materiales pesan un tercio de lo que pesa el acero ayudan a la flotación de la plataforma. Para prevenir la corrosión se utilizan materiales plásticos.

## Personal
El personal de una plataforma petrolífera está compuesto de personal altamente cualificado para los trabajos de operación y mantenimiento (mecánicos, geólogos, químicos, ingenieros, sismólogos, buzos, etc) así como personal en el área de servicios (cocineros o lavanderos), administración y seguridad. Dependiendo del tamaño y la función de la plataforma la tripulación puede oscilar entre las 100 y las 300 personas habitando en forma permanente, que es alternada cada cierto tiempo, por lo que la dotación total podría duplica esa cifra.
La vida en una plataforma petrolífera es muy particular, dado que se debe permanecer en un sitio totalmente aislado, sin posibilidades de bajar a tierra durante meses y en un ambiente que presenta tanto calor como frío intensos. El rigor de las condiciones dependerá del puesto del operario, siendo mucho más rudo para los que trabajan al aire libre. Los turnos dependen del puesto y de la empresa, pero lo normal es que se alternen las semanas de trabajo (realizando hasta 100 horas semanales) con las de descanso, pudiendo llegar a 1 mes cada actividad, aunque algunas circunstancias especiales pueden requerir trabajar hasta que se acabe la labor. En las horas de descanso, y dependiendo de la compañía petrolera que gestione la plataforma, se puede acceder a videojuegos, televisión, teléfonos satelitales, gimnasio, sauna y otras comodidades que alivian el aislamiento.
El sueldo de los operarios de plataformas está por encima de la media de otros trabajadores en tierra, y durante su estancia allí todos los gastos son cubiertos por la petrolera. Debido a que las petroleras tienen plataformas en todo el mundo, muchos operarios deben viajar a otros países para tomar sus puestos, por lo que son mejor remunerados que los que no lo hacen, aunque también están más aislados de sus familias. Algunas empresas también cubren el costo de estos viajes, al igual que otorgan seguro médico, seguro de vida y otros servicios especiales.
Además de riesgos físicos la vida en la plataforma encierra un desafío mental, puesto que se han realizado estudios que indican que muchos obreros sufren de depresión, hipertensión, estrés e incluso obesidad debido al encierro y a la falta de ejercicio regular. También hay un alto índice de divorcios ocasionados por los turnos y por el temor a la infidelidad.

## Riesgos
La operativa de las plataformas petrolíferas está expuesta a riesgos debido a que su propia naturaleza (extracción de sustancias volátiles a veces bajo presión extrema) favorece la ocurrencia de accidentes con regularidad. Entre 2001 y 2010, ocurrieron 69 muertes en plataformas fuera de la costa, 1.349 heridos y 858 incendios y explosiones en el Golfo de México según el Bureau of Ocean Energy Management, Regulation and Enforcement de Estados Unidos (la Oficina de Administración, Regulación y Ejecución de Energía Oceánica). Existen otros riesgos derivados de su actividad, como el hundimiento de tierra como consecuencia del vaciamiento del yacimiento o problemas ecológicos por los derrames de petróleo producidos.

### Principales desastres ocurridos

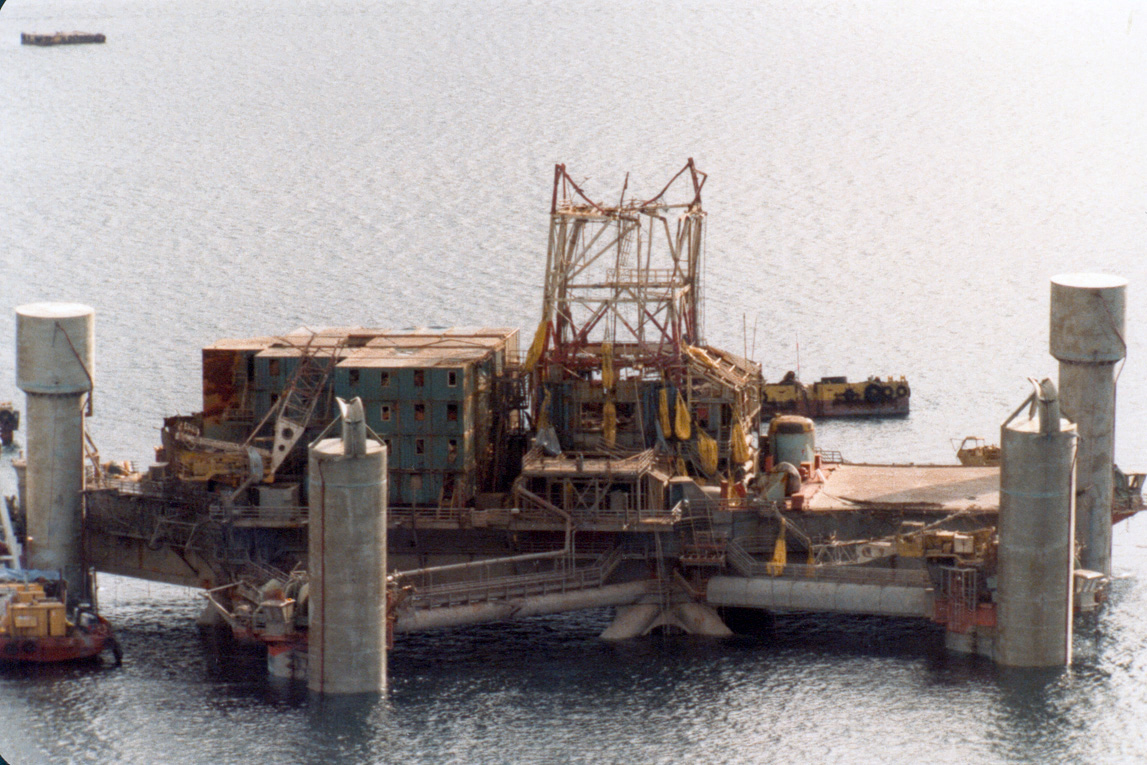
La plataforma Alexander L. Kielland tras ser reflotada después de su hundimiento.

- Alexander L. Kielland: volcó y se hundió el 27 de marzo de 1980, 123 muertos.
- Ocean Ranger: se hundió por una tormenta el 15 de febrero de 1982, 84 muertos
- Piper Alpha: explotó, y se hundió el 6 de julio de 1988, 167 muertos.
- Petrobras 36: el 15 de marzo de 2001 sufrió dos explosiones que provocaron su hundimiento 5 días después, 11 muertos.
- Mumbai High North: el 27 de julio de 2005 un buque de apoyo chocó contra ella y se hundieron los dos, 22 muertos.
- Deepwater Horizon: explotó el 20 de abril de 2010 y se hundió 2 días después, 11 muertos.
- Aban Pearl: se hundió el 13 de mayo de 2010 después de que el agua entrara en un pontón submarino, sin víctimas mortales.

### Abordajes y ataques terroristas
Debido a los abordajes producidos como protesta de grupos ambientalistas, amenazas de ataques con bombas y el temor de ataques terroristas como los del 11 de septiembre de 2001, entre otros motivos, hay organismos gubernamentales en Estados Unidos que se encargan de la lucha contra el terrorismo marítimo en ese país, como por ejemplo la Guardia Costera de Estados Unidos, los SEALs y los Marines). Otros países como México también cuentan con grupos de élite que operan en ese sentido, incluyendo misiles antiaéreos y radares.

### Accidentes y derrames de petróleo en el mar

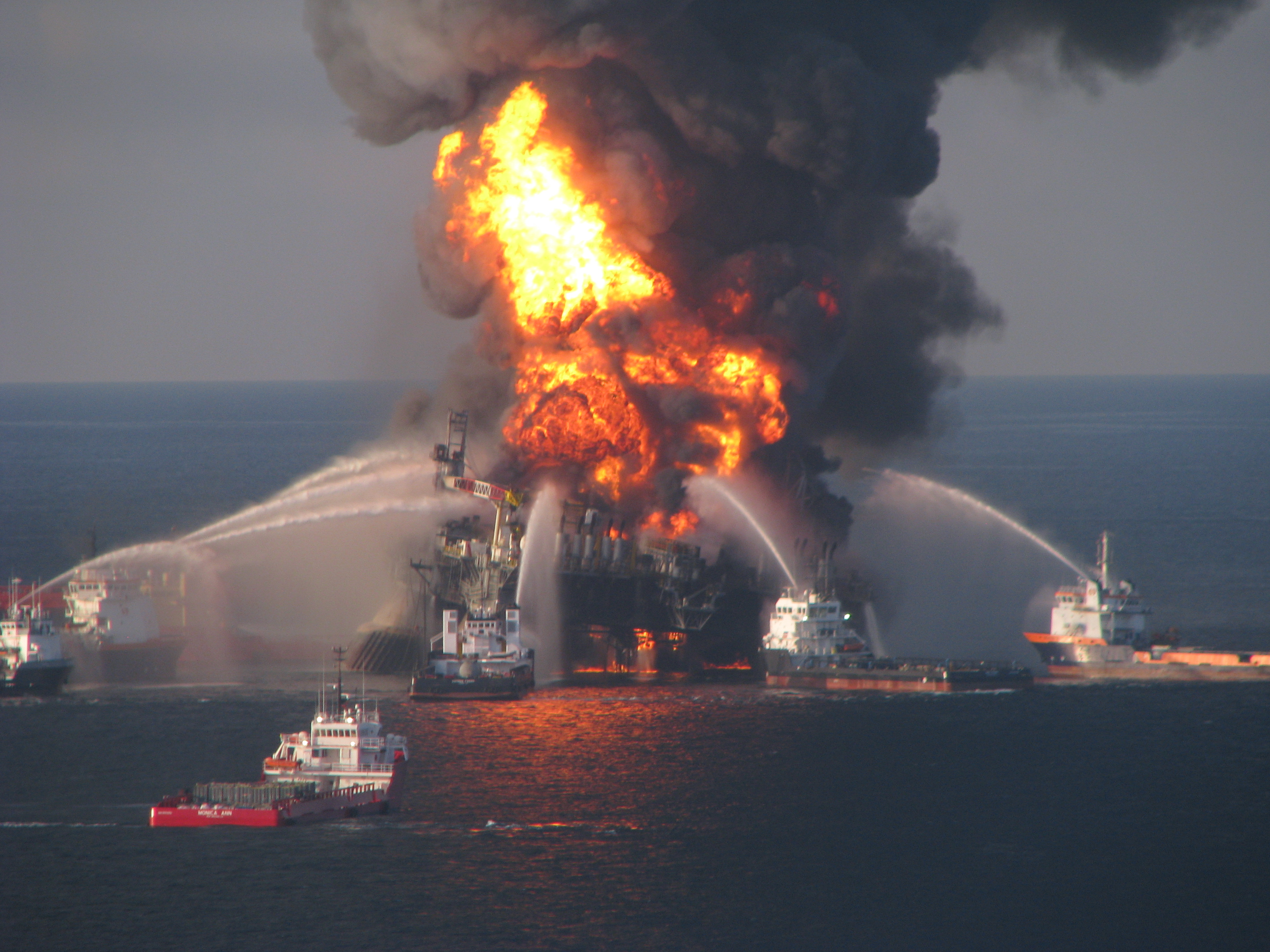
Incendio de la plataforma petrolífera Deepwater Horizon.

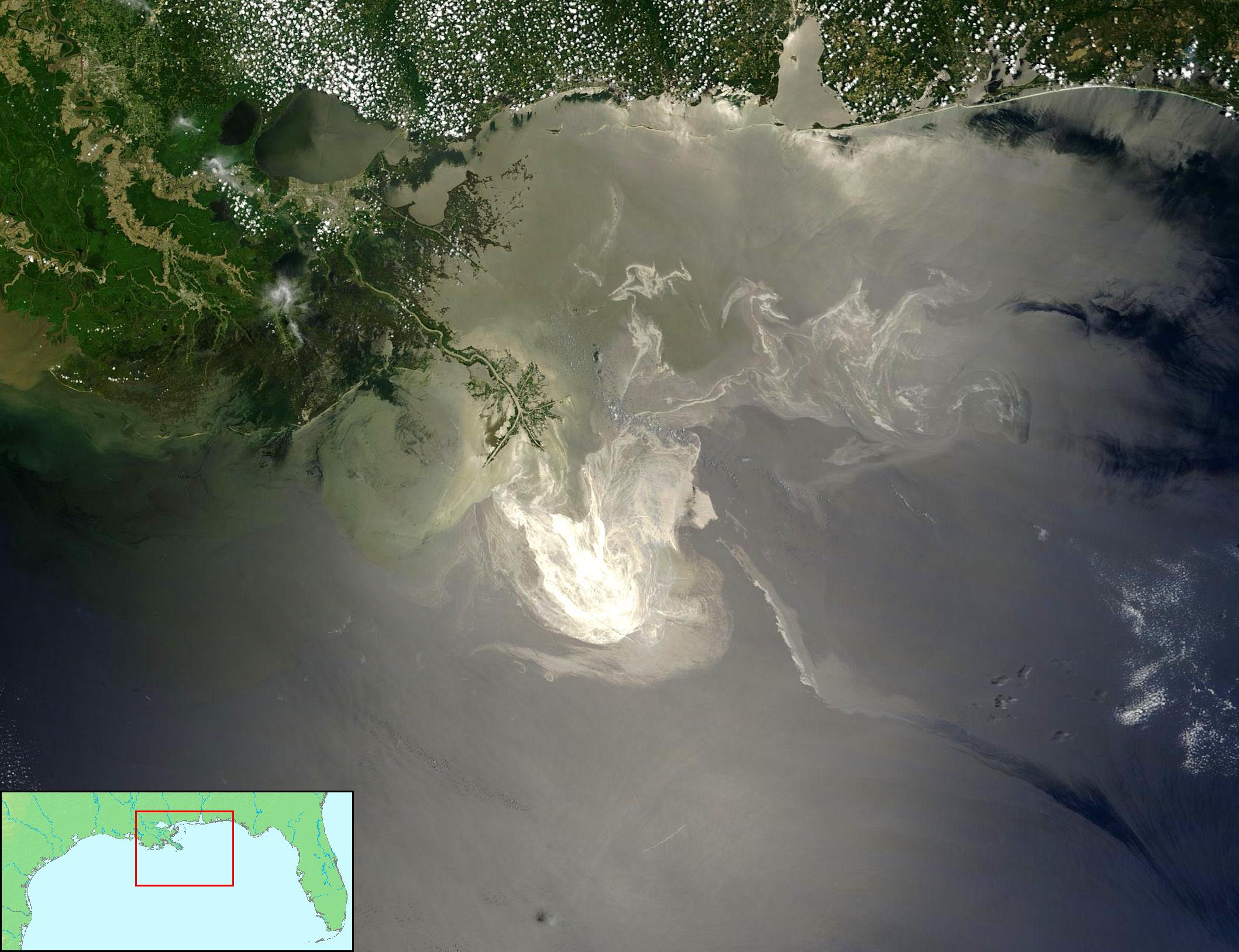
Derrame de petróleo producido por el accidente anterior. La mancha de petróleo se ve como hilos grises y blancos en dirección noreste.

En julio de 1988, 167 personas murieron cuando la plataforma Piper Alpha de la empresa Occidental Petroleum Corporation, que se ubicaba en el campo de Piper en el sector británico del Mar del Norte, estalló después de una fuga de gas y se hundió en 22 minutos. En el accidente fallecieron 166 de las 232 personas que trabajaban en la plataforma. Una más murió al día siguiente. La mayoría de las muertes no se debieron al siniestro en sí (en el cual murieron dos trabajadores), sino a que esperaban ser rescatados en helicóptero en la zona de alojamiento, pues no había planificada ninguna otra forma de escape. Pero esta no era a prueba de humo, por lo que murieron por inhalación de monóxido de carbono. De las personas rescatadas, 23 salvaron sus vidas por arrojarse al mar. Además, las otras dos plataformas en la zona, que enviaban petróleo a la costa a través de la Piper continuaron haciéndolo a pesar de las advertencias de los barcos en la zona, porque pensaban que en la plataforma podrían controlar el incendio.
Debido al accidente, William Cullen de Whitekirk realizó un informe posteriormente conocido como Informe Cullen, en el cual se resaltaban una serie de áreas. Las que más críticas despertaron fueron la gestión de la empresa, el diseño de la estructura, la capacitación del personal y el permiso de trabajo del sistema. El informe fue encargado en 1988 y entregado noviembre de 1990. Como resultado, se realizaron cambios en las instalaciones nuevas, como por ejemplo alojar el personal a bordo ya no en la propia plataforma dedicada a la extracción de crudo, sino en plataformas diferentes pero conectadas con la anterior. También se realizaron mejoras en capacitación y tecnología.
El mayor derrame de petróleo registrado hasta junio de 2011 fue el originado por el incendio y posterior explosión de la plataforma Deepwater Horizon, en el que murieron 11 personas. La misma se encontraba trabajando en la explotación del pozo "Macondo", por la firma British Petroleum, quien la subarrendaba a Transocean. La plataforma se encontraba ubicada a 75 km de las costas de Venice. Debido a que la fuga se produjo en el pozo a 1.200 m de profundidad, las tareas para sellarlo se vieron dificultadas, requiriendo varios meses de labor, incluyendo varios intentos fallidos. Desde el accidente -el 20 de abril de 2010- hasta que la empresa pudo cerrarlo -en agosto de ese año- "Macondo" vertió al mar un promedio de 800.000 litros diarios de petróleo en el entorno de su emplazamiento en el Golfo de México.
Debido a que el petróleo es un hidrocarburo hidrofóbico, al vertirse forma una capa delgada sobre la superficie del agua. Esta capa fue empujada por el viento y las mareas por muchos kilómetros, alcanzando la costa y causando daños en el medio ambiente, la pesca, la fauna marina y costera, las playas, etc. BP debió pagar 75 millones de dólares como indemnización, además de hacerse cargo de los costos de la limpieza del combustible vertido. En abril de 2011 la empresa se comprometió a desembolsar 1 000 millones de dólares para la restauración de la costa del Golfo de México perjudicada por el accidente.
Un riesgo natural no controlable lo constituye el propio medio ambiente, debido a que el oleaje y la salinidad pueden afectar las estructuras. En 2008 el huracán Ike destruyó 49 plataformas en el Golfo de México, sin llegar a los daños producidos en 2005 por los huracanes Katrina y Rita, que destruyeron 100 plataformas en la misma zona.

### Daño local y ecológico
El campo de petróleo Goose Creek fue el primer sitio en el que ocurrieron hundimientos de tierra atribuidos a la extracción del petróleo bajo la superficie. Debido a ello viviendas, carreteras, empresas e incluso partes del yacimiento que estaba en tierra a principios del siglo XX cuando el campo comenzó a ser explotado, en 1991 ya se encontraban bajo el agua de la bahía Tabbs. El hundimiento inducido por el movimiento a lo largo de las fallas en el campo también causó algunos terremotos de origen local en el área de Houston.
Entre 1922 y 1927 la explotación comercial de petróleo en el Lago Maracaibo fue muy intensa, hasta su disminución por la merma del recurso y la falta de competitividad frente a la caída de los precios del crudo en Estados Unidos. Ese período de actividad trajo consigo múltiples problemas ambientales. Uno de los primeros fue el vertido de crudo en las propias aguas del lago, aunque el mismo se utilizaba además para aprovisionar de agua dulce a la población, los operarios y la operativa general de las empresas petroleras. Como resultado el agua se había vuelto negra, imposibilitando su uso doméstico tanto para beber como para las tareas domésticas (cocinar, lavar la ropa, etc). La pérdida del lago como recurso de agua potable se vio reforzada por el ingreso mensual de miles de litros de agua salada debido a las operaciones de lastre y alijo de los barcos petroleros (que en aquella época eran barcos a vapor). Esto encareció el precio del agua, disminuyó la pesca y otras actividades similares en la zona y afectó otras especies marinas como las aves acuáticas. El agua negra también se pegaba en la piel de los habitantes de las zonas aledañas y ensuciaba la arena de la costa. Parte de los derrames se debían a las propias maniobras de extracción (mayor presión en las mangas, por ejemplo) y otras a la operativa para cargar el crudo en los vapores. Se constituyó una comisión para investigar las múltiples denuncias que los vecinos habían realizado durante años, y en conjunto con una ley de vigilancia (aprobada el 11 de julio de 1928) se hicieron numerosas recomendaciones para mejorar la situación que fueron acatadas por algunas empresas. Sin embargo, no fue cumplido por todas, e incluso se realizaron tareas de dragado para permitir el acceso de barcos de mayor calado, acelerando su salinización.

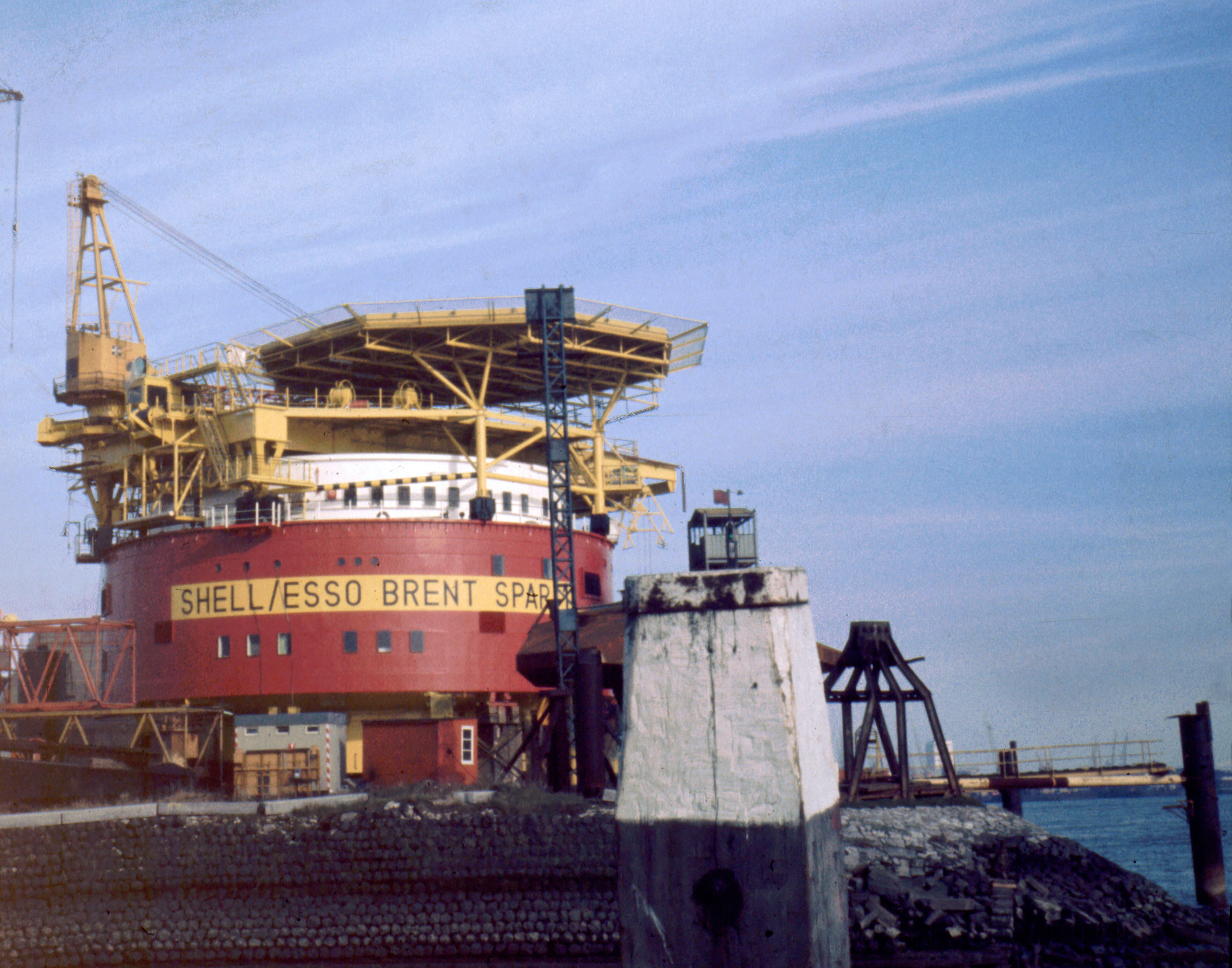
Construcción de la plataforma Brent Spar en Holanda, en 1975.

Un problema colateral radica en el destino final de las plataformas una vez que su vida útil acaba. Científicos de Estados Unidos y Australia propusieron hundir las plataformas petroleras en desuso para crear arrecifes artificiales, en vez de desmantelarlas (lo que implica un alto costo). De esta forma se crearían refugios para muchas especies de peces amenazadas. La NOAA dijo que está considerando esta propuesta, pero se quiere dinero para estudiar los efectos de las plataformas en detalle.
Sin embargo, esta costumbre había entrado en desuso después de que en febrero de 1995 Greenpeace comenzara una campaña en contra del hundimiento por parte de Shell de una plataforma de almacenamiento de petróleo llamada Brent Spar, para impedir que el fondo oceánico fuese utilizado como basurero. La idea de Shell era hundirla a 150 millas frente a Escocia, en el Océano Atlántico. Según un informe el hundimiento le habría costado a Shell 16 millones de dólares, mientras que desmantelarla en tierra hubiera representado cerca de 70 millones. Las acciones desembocaron en protestas, manifestaciones y boicots a las estaciones de servicio de la petrolera en varios países de Europa, incluyendo ataques con bombas incendiarias y tiroteos. La confrontación finalizó el 20 de junio de 1995, cuando Shell acordó desmantelar la plataforma en tierra.
Otros proyectos sugieren convertirlas en condominios o pequeñas ciudades alimentadas por energías renovables como paneles solares y energía eólica. Tal fue la idea de los malayos Ku Yee Kee y Hor Sue-Wern, con la que terminaron finalistas del concurso eVolo Skyscraper 2011. De esta forma se aprovecharían las habitaciones, los centros de recreación e incluso podrían contar con las facilidades de su propio laboratorio de investigación.

## Cambio climático
En el golfo de México los huracanes están aumentando debido al creciente número de plataformas petroleras que calientan el aire circundante con metano. Se estima que las instalaciones de petróleo y gas del Golfo de México de Estados Unidos emiten aproximadamente 500 000 toneladas de metano cada año, lo que corresponde a una pérdida del gas producido de 2,9 por ciento. El creciente número de plataformas petrolíferas también aumenta el movimiento de los barcos petroleros, lo que también aumenta los niveles de CO2 que directamente calientan el agua en la zona; las aguas cálidas son un factor clave para la formación de huracanes.
La producción de petróleo en alta mar entraña riesgos ambientales, en particular los derrames de petróleo de los petroleros u oleoductos que transportan petróleo desde la plataforma a las instalaciones en tierra, y de fugas y accidentes en la plataforma. También se genera agua contaminada, que es el agua que se trae a la superficie junto con el petróleo y el gas; suele ser muy salina y puede incluir hidrocarburos disueltos o no separados difíciles de degradar por organismos marinos.